# یانی دیاکومیهالیس
یانی دیاکومیهالیس (به انگلیسی: Yianni Diakomihalis،  زادهٔ ۱ آوریل ۱۹۹۹) یک کشتی‌گیر آزادکار اهل کشور آمریکا است.
از افتخارات وی می‌توان به کسب مدال نقره قهرمانی کشتی جهان ۲۰۲۲ اشاره کرد.

## فعالیت حرفه‌ای

### قهرمانی کشتی جهان ۲۰۲۲
دیاکومیهالیس در وزن ۶۵ کیلوگرم کشتی آزاد قهرمانی کشتی جهان ۲۰۲۲ بلگراد شرکت کرد، او در این مسابقات وازگن توانیان از ارمستان، ولادیمیر دابوف از بلغارستان، باجرانگ پونیا از هند و سباستین ریورا از پورتوریکو را شکست داد و به فینال رسید. وی در دیدار نهایی به رحمان عموزاد از ایران باخت و به مدال نقره رسید.